# 佐佐木謙一郎
佐佐木 謙一郎 （ささき けんいちろう，1882年12月29日—1953年6月29日），日本財政部官僚，專賣局秘書。南滿洲鐵路副總裁。

## 経歴
第一银行社長佐佐木勇之助的長子。1907年（明治40年），東京帝國大學法学院政治系畢業，同年通過高等文官考試，進入財政部税務監督局屬、税務監督官、海官監察官同事務官，神户税关監視部長，横滨海关監視部長，財政部顧問、財政部大臣官房秘會計課長等歷任。1923年（大正12年），專賣局經理部長、事業部部長、販賣部部長等經歷。
1934年（昭和9年），成為南滿洲鐵道理事，1938年（昭和13年）升任副總裁。1942年（昭和17年）擔任南部開發金庫的總裁。

## 亲戚
- 三宅秀 -岳父[4].醫學博士、貴族院議員
- 堀越二郎 -長女的夫[4].航空技术人员。

## 脚注
1. ↑  人事興信録 第5版 1918.
2. ↑  『昭和物故人名録』 日外アソシエーツ、1983年。
3. 1 2  大衆人事録 1930.
4. 1 2 3 4  人事興信録 第12版 1939.